# Vostox brunneipennis
Vostox brunneipennis es una especie de tijeretas perteneciente a la familia Spongiphoridae. Se encuentra en América Central, América del Norte y América del Sur.

## Imágenes

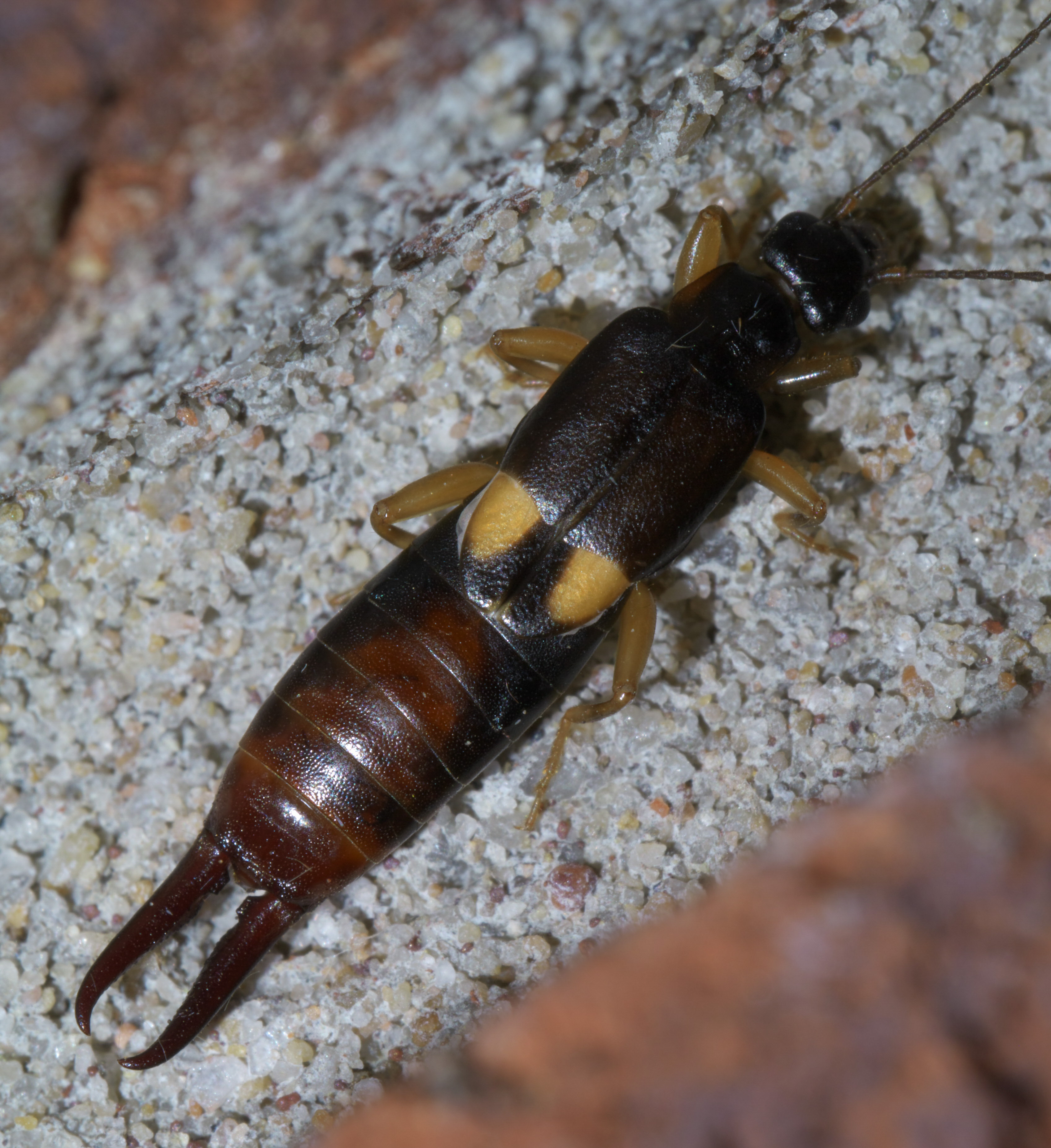
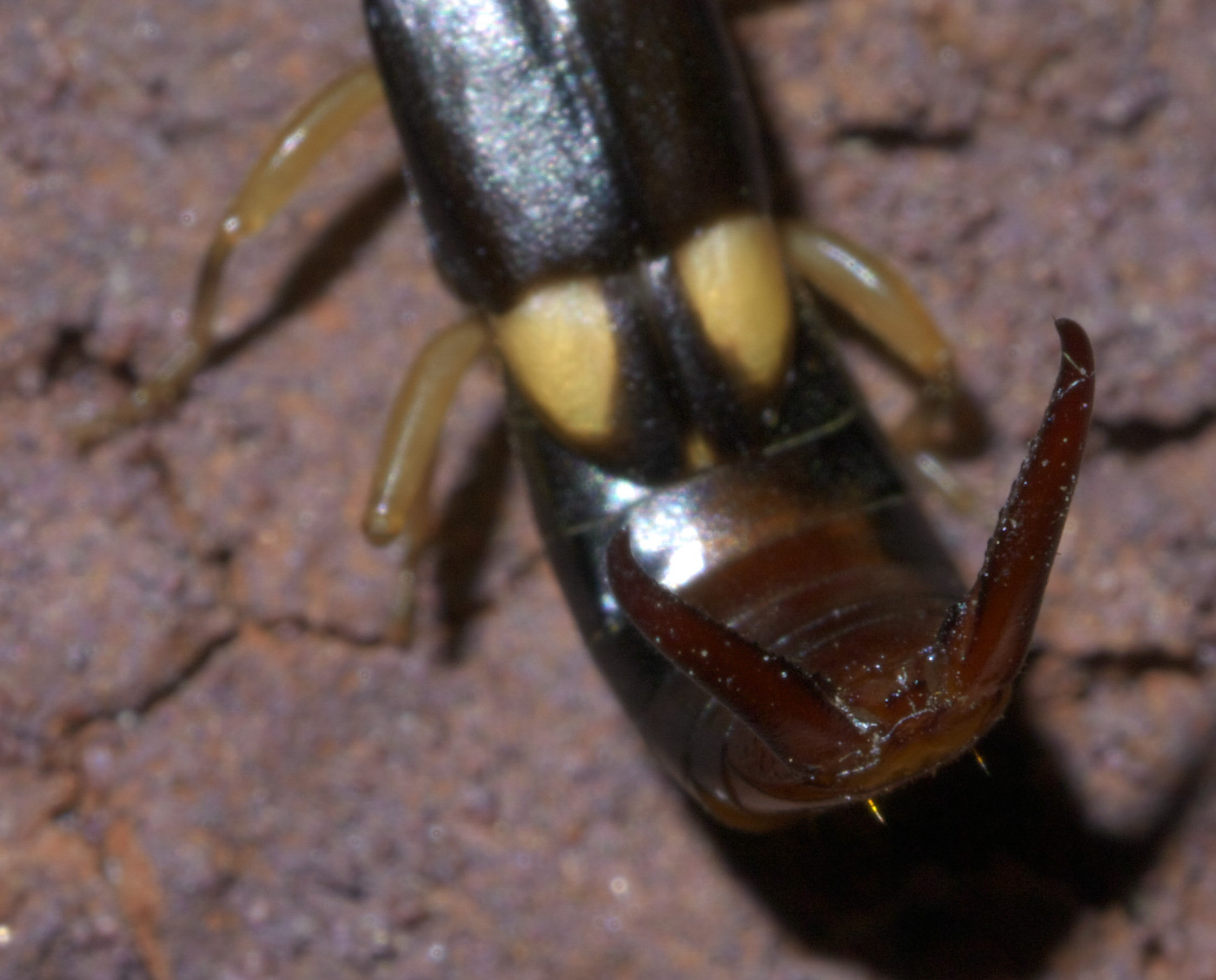

## Lectura adicional
- Steinmann, H. (1989).  Spencer, K. A., ed. World Catalogue of Dermaptera. Series Entomologica 43. Kluwer Academic Publishers. ISBN 978-0-7923-0096-0.

- Datos: Q10716900
- Multimedia: Vostox brunneipennis / Q10716900